# Heinz Schöch
Heinz Schöch (* 20. August 1940 in Sarata, Bessarabien) ist ein deutscher Rechtswissenschaftler und Kriminologe. Er ist emeritierter Professor für Strafrecht, Kriminologie, Jugendrecht und Strafvollzug an der Ludwig-Maximilians-Universität München.

## Leben
Schöch wurde in Bessarabien geboren, das kurz zuvor von der Sowjetunion militärisch besetzt worden war. Nach staatlicher Umsiedlung und Flucht vor der russischen Armee kam er 1945 nach Deutschland. Nach dem Abitur 1959 in Stuttgart-Bad Cannstatt folgten ein Studium generale am Leibniz Kolleg in Tübingen und ein Jurastudium in Tübingen und Hamburg. Von 1965 bis 1974 arbeitete er als wissenschaftlicher Mitarbeiter, Assistent und Akademischer Rat am Institut für Kriminologie der Eberhard Karls Universität Tübingen. Von 1974 bis 1994 war er ordentlicher Professor für Strafrecht und Kriminologie an der Georg-August-Universität Göttingen, und dort auch vorübergehend Richter am Landgericht im 2. Hauptamt. Berufungen an die Universitäten Bielefeld 1977 und Zürich 1981 lehnte er ab. Von 1994 bis 2008 war er als Nachfolger von  Horst Schüler-Springorum ordentlicher Professor für Strafrecht, Kriminologie, Jugendrecht und Strafvollzug an der Ludwig-Maximilians-Universität München. Seit dem 1. Oktober 2008 ist er emeritiert.
Er war von 2008 bis 2016 Vorsitzender des Fachbeirats des Max-Planck-Instituts für ausländisches und internationales Strafrecht in Freiburg i. Br. Seit 1994 ist er Vorstandsmitglied der Opferhilfevereinigung Weißer Ring e. V. sowie Vorsitzender des Fachbeirats Strafrecht und seit 1979 ist er Gründungsmitglied des Kriminologischen Forschungsinstituts Niedersachsen. Von 1994 bis 2006 war Schöch Mitglied der Ständigen Deputation des Deutschen Juristentages und von 2001 bis 2003 Präsident der Kriminologischen Gesellschaft. Mitglied im Arbeitskreis deutscher, österreichischer und schweizerischer Strafrechtsprofessoren ist er seit 1980. 1995 wurde er Ehrenmitglied der japanischen Strafrechtsgesellschaft. Von 2011 bis 2015 war er Mitglied der Evaluierungskommission Freiburger Sportmedizin.
Seine Arbeitsgebiete sind Kriminalpolitik, strafrechtliche Sanktionen, empirische Sanktions- und Strafverfahrensforschung, Straf- und Maßregelvollzug, Jugendstrafrecht, Wiedergutmachung und Mediation im Strafrecht, Viktimologie, Verletzten- und Zeugenrechte, Straßenverkehrsdelinquenz, Medizinstrafrecht, Grenzfragen zur forensischen Psychiatrie.
Schüler von Schöch sind unter anderem Dieter Dölling, Rita Haverkamp, Katrin Höffler, Johannes Kaspar, Bernd-Dieter Meier, und Torsten Verrel.
Schöch ist verheiratet und hat drei Kinder.

## Ehrungen
- 2008: Verdienstkreuz 1. Klasse der Bundesrepublik Deutschland
- 2009: Beccaria-Medaille in Gold der wissenschaftlichen Vereinigung deutscher, österreichischer und schweizerischer Kriminologen.

## Schriften (Auswahl)
- „Strafzumessungspraxis und Verkehrsdelinquenz“, Stuttgart: Enke 1973.
- „Wiedergutmachung und Strafrecht“ (Hrsg.). Neue Kriminologische Studien. Band 4. München: Fink, 1987
- „Ausländerkriminalität in der Bundesrepublik Deutschland“ (gemeinsam mit M. Gebauer). Baden-Baden: Nomos 1991
- „Empfehlen sich Änderungen und Ergänzungen bei den strafrechtlichen Sanktionen ohne Freiheitsentzug?“ Gutachten für den 59. Deutschen Juristentag. München:Beck 1992
- "Medikamente im Straßenverkehr. Auftreten, Risiken, Konsequenzen. (Hrsg. gemeinsam mit H. P. Krüger und R. Kohnen). Stuttgart: Fischer, 1995.
- „Suizid zwischen Medizin und Recht“ (Hrsg. gemeinsam mit H. Pohlmeier, U. Venzlaff). Stuttgart: Fischer, 1996.
- „Der Einfluss der Strafverteidigung auf den Verlauf der Untersuchungshaft“. Baden-Baden: Nomos 1997.
- "Gesundheitliche und rechtliche Risiken bei Scientology (Hrsg. gemeinsam mit H.Küfner, N. Nedopil). Lengerich, Berlin u.a: Pabst. 2002
- „Strafvollzug“, Heidelberg: Müller, 2003, 5., neu bearb. Aufl. (mit G. Kaiser).
- „Jugendstrafrecht“, München: Beck, 2013, 3., überarb. Aufl.(mit B.-D. Meier, D. Rössner)
- Kommentierung zu §§ 19 bis 21 StGB. In: Leipziger Kommentar, 12. Aufl., 2007
- „Kriminologie, Jugendstrafrecht, Strafvollzug“, München: Beck, 2015, 8., völlig überarb. und verb. Aufl.(mit G. Kaiser und J. Kinzig)
- „Finanzielle und strafrechtliche Aspekte im Zusammenhang mit der Dopingproblematik in der Abteilung Rehabilitative und Präventive Sportmedizin und in der Sporttraumatologischen Spezialambulanz des Universitätsklinikums Freiburg“, 2016.[3]